# Zwarte September (organisatie)
Zwarte September (Arabisch: منظمة) أيلول الأسود), (Munáʐʐamat) ’Aylūl al-’Áswad) was een netwerk van Jordaans-Palestijnse terroristen, dat zowel in Israël als in Jordanië en West-Europa streed. Het maakte deel uit van de Palestijnse Bevrijdingsorganisatie (PLO). 
De groep werd opgericht in 1970 als kleine cel binnen Fatah. De naam is afgeleid van het Zwarte September-conflict, een conflict in de maand september van 1970 in Jordanië, waarbij Palestijnen probeerden koning Hoessein van Jordanië af te zetten. Ali Hassan Salameh (codenaam: Abu Hassan) stond aan het hoofd van de organisatie, daarbij geassisteerd door Abu Daoud. Fakhri al-Umari stond aan het hoofd van de afdelingen voor bijzondere diensten. Hij zorgde ervoor dat wapens en springstoffen tijdig op de verschillende plaatsen van handeling aanwezig waren. Eveneens tot de leiding van deze organisatie behoorden Fuad Shemali en Yussuf al-Najjar. Ghazi al-Hoesseini, broer van Faisal Hoesseini en familielid van Amin al-Hoesseini, de legendarische grootmoefti van Jeruzalem, was de technische expert en behoorde tot de commandostaf van Zwarte September.
De organisatie groeide van maximaal 20 activisten tot, ten tijde van Abu Ijad en Abu Hassan, circa 400 mensen, voornamelijk afkomstig uit Al Fatah, maar ook uit andere onderafdelingen van de PLO.
Zwarte September was verantwoordelijk voor het bloedbad op de Olympische Spelen in München in 1972, waarbij 11 Israëlische atleten en officials werden gegijzeld en doodgeschoten. De Israëlische premier Golda Meïr reageerde hierop door de Mossad de opdracht te geven elk lid van Zwarte September te doden. Hierbij werd een 'fout' gemaakt. In Noorwegen werd in 1973 een kelner van Marokkaanse afkomst doodgeschoten. De Mossad dacht dat hij Ali Hassan Salameh – de leider van Zwarte September – was, maar uiteindelijk bleek het om een andere persoon te gaan. Deze gebeurtenis staat bekend als de Lillehammer-affaire en bracht aan het licht hoe mondiaal actief de Mossad was.
Zwarte September was tussen 1971 en 1973 verantwoordelijk voor meerdere aanslagen, waaronder 
- de liquidatie van de Jordaanse premier Wasfi Tal op 28 november 1971 in Caïro;
- de moordaanslag op de Jordaanse ambassadeur in Londen op 15 december 1971[1];
- de kaping van Sabena-vlucht 571 van Wenen naar Lod op 8 mei 1972;
- de gijzeling van Elf Israëlische atleten en officials op de Olympische Zomerspelen 1972 in de nacht van 4 op 5 september in hun appartement in het olympisch dorp, zie Bloedbad van München;
- de aanslag op de ambassade van Saoedi-Arabië in de Soedanese hoofdstad Khartoem op 1 maart 1973, waarbij twee Amerikaanse en een Belgische diplomaat om het leven kwamen.

In het najaar van 1973 werd de groep door de PLO ontmanteld.